# Антоніо Кановас дель Кастільйо
Антоніо Кановас дель Кастільйо (ісп. Antonio Cánovas del Castillo; 8 лютого 1828—8 серпня 1897) — іспанський правник, історик, поет, державний та політичний діяч, шість разів очолював уряд Іспанії.

## Життєпис
Вивчав право в Мадридському університеті. Відзначився під час виступів 1854 року під проводом генерала Леопольдо О'Доннелла. 1857 року став губернатором Кадіса, 1864 був призначений на пост міністра фінансів. Після Славної революції виступав за реставрацію Бурбонів і ліквідацію республіки. Вперше очолив уряд після відновлення монархії та сходження на престол Альфонса XII 1875 року.
На посту прем'єр-міністра розробив план, відповідно до якого в Іспанії запроваджувалась двопартійна система, в межах якої дві «офіційні партії» — правоцентристська Ліберально-консервативна й лівоцентристська Ліберальна — мали по черзі змінювати одна одну у владі. Вибір між партіями мав робити король, після чого політикам залишалось тільки оформити перемогу потрібної партії. Той план цілковито виключав можливість перемоги на виборах будь-яких інших партій. Такий стан справ існував до самого початку XX століття, коли почала зростати активність виборців, які все більше підтримували реальну опозицію. Кановас спільно з Пракседесом Матео Сагастою забезпечили збереження монархії після смерті короля Альфонса XII, допоки Альфонс XIII не досягнув повноліття.
8 серпня 1897 року Антоніо Кановас був убитий італійським анархістом Мікеле Анджиолілло на курорті Санта-Агеда (Аррасате, Гіпускоа).

## Твори
- Historia de la decadencia de España…, 2 ed., Madrid, 1910
- Estudios del reinado de Felipe IV, v. 1—2, Madrid, 1888
- Obras poeticas, Madrid, 1887